# إل سيريتو (كاليفورنيا)
إل سيريتو (بالإنجليزية: El Cerrito CDP, California)‏ هي منطقة سكنية تقع بولاية كاليفورنيا في الولايات المتحدة. تبلغ مساحتها 7.194 كم2، وترتفع عن سطح البحر 262 م، بلغ عدد سكانها 5,100 نسمة في عام 2010 حسب إحصاء مكتب تعداد الولايات المتحدة وتصل الكثافة السكانية فيها 708.9 نسمة لكل كيلومتر مربع (1,836.0/ميل2).

## التركيبة السكانية
حدّد مكتب تعداد الولايات المتحدة بيانات التركيبة السكانية لإل سيريتو في تعداد الولايات المتحدة. في ما يلي، التركيبة السكانية حسب تعدادي 2000 و2010.

### تعداد عام 2000
بلغ عدد سكان إل سيريتو 4,590 نسمة بحسب تعداد عام 2000، وبلغ عدد الأسر 1,292 أسرة وعدد العائلات 1,123 عائلة مقيمة في المنطقة السكنية. في حين سجلت الكثافة السكانية 638 نسمة لكل كيلومتر مربع (1,652.4/ميل2). وبلغ عدد الوحدات السكنية 1,331 وحدة بمتوسط كثافة قدره 185 لكل كيلومتر مربع (479.1/ميل2).
وتوزع التركيب العرقي للمنطقة السكنية بنسبة 71.02% من البيض و2.22% من الأمريكيين الأفارقة و0.92% من الأمريكيين الأصليين و1.24% من الأمريكيين ذوي الأصول الآسيوية و0.46% من سكان جزر المحيط الهادئ و19.83% من الأعراق الأخرى و4.31% من عرقين مختلطين أو أكثر و37.21% من الهسبانيون أو اللاتينيون من أي عرق.
بلغ عدد الأسر 1,292 أسرة كانت نسبة 51.8% منها لديها أطفال تحت سن الثامنة عشر تعيش معهم، وبلغت نسبة الأزواج القاطنين مع بعضهم البعض 72.7% من أصل المجموع الكلي للأسر، ونسبة 9.1% من الأسر كان لديها معيلات من الإناث دون وجود شريك،  بينما كانت نسبة 5.1% من الأسر لديها معيلون من الذكور دون وجود شريكة وكانت نسبة 13.1% من غير العائلات. تألفت نسبة 9.4% من أصل جميع الأسر من عدة أفراد يعيشون في نفس المنزل ونسبة 2.2% كانت تتألف من شخص يعيش بمفرده يبلغ من العمر 65 عاماً أو أكثر. وبلغ متوسط حجم الأسرة المعيشية 3.55، أما متوسط حجم العائلات فبلغ 3.74.
بلغ العمر الوسطي للسكان 32.7 عاماً. وكانت نسبة 31.3% من القاطنين تحت سن الثامنة عشر، وكانت نسبة 9.4% بين الثامنة عشر والرابعة والعشرين عاماً، ونسبة 28.9% كانت واقعةً في الفئة العمرية ما بين الخامسة والعشرين والرابعة والأربعين عاماً، ونسبة 23.5% كانت ما بين الخامسة والأربعين والرابعة والستين، ونسبة 7% كانت ضمن فئة الخامسة والستين عاماً فما فوق. يوجد لكل 100 أنثى 108.6 ذكر، ويوجد لكل 100 أنثى في الثامنة عشر من عمرها فما فوق 105.7 ذكر.
بلغ متوسط دخل الأسرة في المنطقة السكنية 61,190 دولارًا، أما متوسط دخل العائلة فبلغ 62,981 دولارًا. وكان متوسط دخل الذكور 42,552 دولارًا مقابل 36,886 دولارًا للإناث. وسجل دخل الفرد الخاص بالمنطقة السكنية 19,466 دولارًا. وكانت نسبة 5.2% من العائلات ونسبة 8.5% من السكان تحت خط الفقر، وكان من هؤلاء نسبة 11.9% تحت سن الثامنة عشر ونسبة 5% في الخامسة والستين من العمر وما فوق.

### تعداد عام 2010
بلغ عدد سكان إل سيريتو 5,100 نسمة بحسب تعداد عام 2010، وبلغ عدد الأسر 1,386 أسرة وعدد العائلات 1,187 عائلة مقيمة في المنطقة السكنية. في حين سجلت الكثافة السكانية 708.9 نسمة لكل كيلومتر مربع (1,836.0/ميل2). وبلغ عدد الوحدات السكنية 1,449 وحدة بمتوسط كثافة قدره 201.4 لكل كيلومتر مربع (521.6/ميل2).
وتوزع التركيب العرقي للمنطقة السكنية بنسبة 69.45% من البيض و1.78% من الأمريكيين الأفارقة و1.06% من الأمريكيين الأصليين و1.86% من الأمريكيين ذوي الأصول الآسيوية و0.22% من سكان جزر المحيط الهادئ و22% من الأعراق الأخرى و3.63% من عرقين مختلطين أو أكثر و52.10% من الهسبانيون أو اللاتينيون من أي عرق.
بلغ عدد الأسر 1,386 أسرة كانت نسبة 46.8% منها لديها أطفال تحت سن الثامنة عشر تعيش معهم، وبلغت نسبة الأزواج القاطنين مع بعضهم البعض 67.6% من أصل المجموع الكلي للأسر، ونسبة 11% من الأسر كان لديها معيلات من الإناث دون وجود شريك،  بينما كانت نسبة 7% من الأسر لديها معيلون من الذكور دون وجود شريكة وكانت نسبة 14.4% من غير العائلات. تألفت نسبة 9.1% من أصل جميع الأسر من عدة أفراد يعيشون في نفس المنزل ونسبة 3.6% كانت تتألف من شخص يعيش بمفرده يبلغ من العمر 65 عاماً أو أكثر. وبلغ متوسط حجم الأسرة المعيشية 3.67، أما متوسط حجم العائلات فبلغ 3.82.
بلغ العمر الوسطي للسكان 35.7 عاماً. وكانت نسبة 27.1% من القاطنين تحت سن الثامنة عشر، وكانت نسبة 10.7% بين الثامنة عشر والرابعة والعشرين عاماً، ونسبة 25% كانت واقعةً في الفئة العمرية ما بين الخامسة والعشرين والرابعة والأربعين عاماً، ونسبة 27.2% كانت ما بين الخامسة والأربعين والرابعة والستين، ونسبة 10% كانت ضمن فئة الخامسة والستين عاماً فما فوق. وتوزع التركيب الجنسي للسكان بنسبة 52.2% ذكور و47.8% إناث.